# Chalcosyrphus eunotus
Chalcosyrphus eunotus är en tvåvingeart som först beskrevs av Friedrich Hermann Loew 1873.  Chalcosyrphus eunotus ingår i släktet mulmblomflugor, och familjen blomflugor.
Artens utbredningsområde är Rumänien. Inga underarter finns listade i Catalogue of Life.